# Baileys Irish Cream

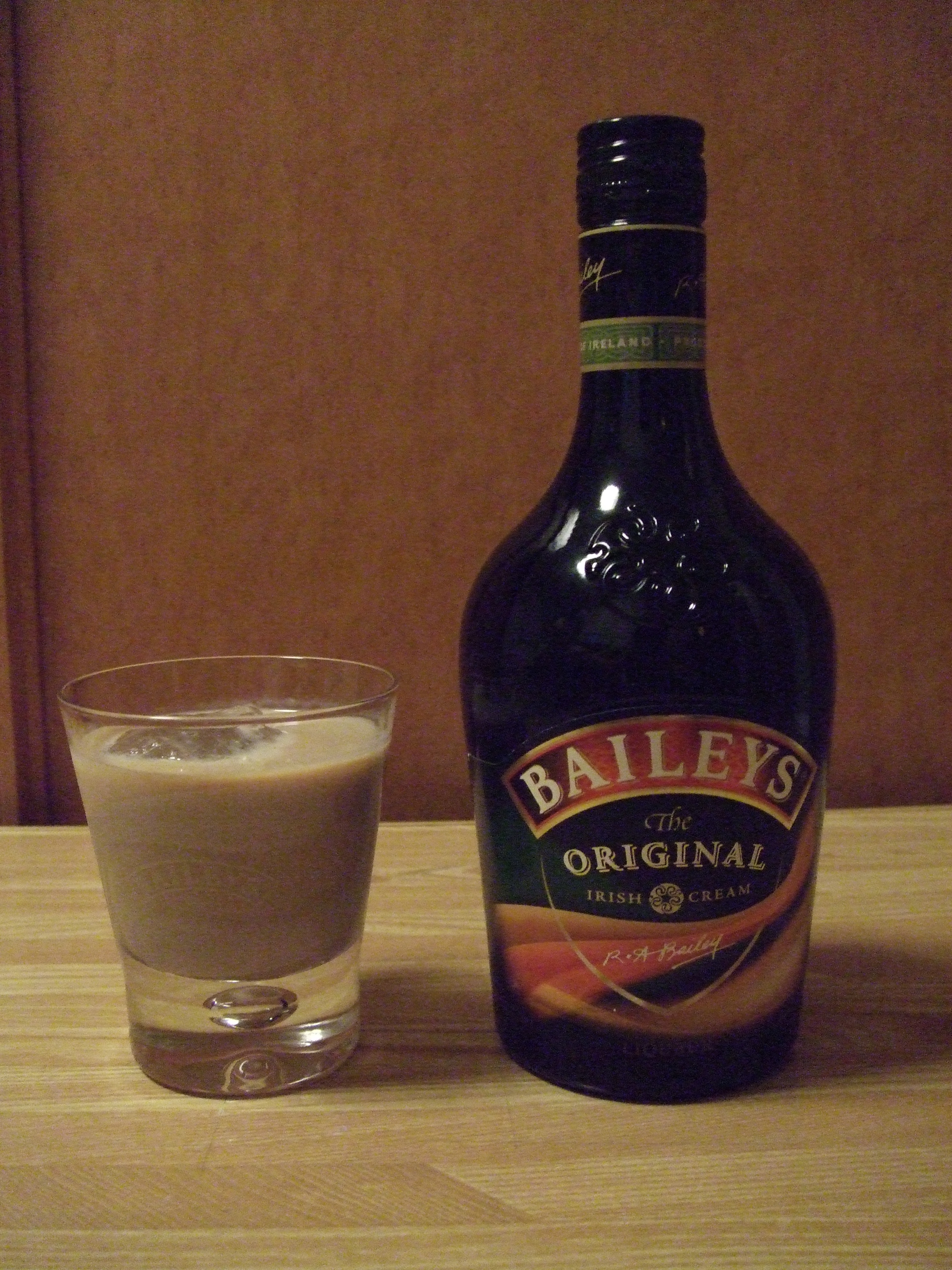
Baileys Irish Cream

Baileys Irish Cream är en av världens mest kända likörer. Den används i flera drinkar, bland annat Kaffe Karlsson och Rotebroare, och lanserades i Irland på 1970-talet.
Baileys innehåller cirka 17 volymprocent alkohol och är en likör baserad på grädde och whiskey med tillsatser av kakao, vanilj, karamell och socker. På senare år har varianter med smak av mintchoklad, karamell, kaffe, hasselnöt och biscotti lanserats.
Varumärket Baileys ägs av den brittiska dryckeskoncernen Diageo.

## Historik
Baileys Irish Cream skapades Gilbeys of Ireland, en division inom International Distillers & Vintners, i samband med att de sökte en produkt att lansera på den internationella marknaden. Denna produktutveckling inleddes 1971 och Baileys introducerade 1974 som den första likören av Irish cream-typ. Namnet Baileys och signaturen R.A. Bailey är påhittade namn, men inspirerades av Bailey's Hotel i London.